# Giải bóng đá hạng nhất quốc gia Bỉ 1995–96
Sau đây là kết quả của Giải bóng đá hạng nhất quốc gia Bỉ 1995–96.
Tên gọi Belgian Pro League (với tên chính thức Jupiler Pro League [phát âm tiếng Hà Lan: [ˈjy.pɪ.lər ˈpro ˈlik]]) là hạng đấu cao nhất của bóng đá Bỉ. Tranh tài bởi 16 đội, giải vận hành hệ thống lên xuống hạng với Giải bóng đá hạng nhì quốc gia Bỉ. Giải được thành lập năm 1895 bởi Royal Belgian Football Association và chức vô địch đầu tiên thuộc về FC Liégeois.
Club Brugge giành chức vô địch mùa giải 1995-96.

## Vị trí đội bóng
Các đội bóng xuống hạng nhì vào cuối mùa giải:
- R.F.C. Seraing
- K.S.K. Beveren
- K.S.V. Waregem

## Bảng xếp hạng
| Vị thứ | Đội bóng       | St | T  | H  | B  | BT | BB | Đ  | HS  | Ghi chú                                    |
| ------ | -------------- | -- | -- | -- | -- | -- | -- | -- | --- | ------------------------------------------ |
| 1      | Club Brugge    | 34 | 25 | 6  | 3  | 83 | 30 | 81 | +53 | Tham gia 1996-97 UEFA Champions League.[1] |
| 2      | Anderlecht     | 34 | 22 | 5  | 7  | 83 | 37 | 71 | +46 | Tham gia 1996-97 UEFA Cup.                 |
| 3      | Beerschot      | 34 | 15 | 8  | 11 | 53 | 37 | 53 | +16 | Tham gia 1996-97 UEFA Cup.                 |
| 4      | Molenbeek      | 34 | 13 | 14 | 7  | 43 | 29 | 53 | +14 | Tham gia 1996-97 UEFA Cup.                 |
| 5      | Lierse         | 34 | 14 | 10 | 10 | 54 | 45 | 52 | +9  | Tham gia 1996 UEFA Intertoto Cup.          |
| 6      | Standard Liège | 34 | 13 | 12 | 9  | 51 | 46 | 51 | +5  | Tham gia 1996 UEFA Intertoto Cup.          |
| 7      | Charleroi      | 34 | 13 | 11 | 10 | 59 | 53 | 50 | +6  | Tham gia 1996 UEFA Intertoto Cup.          |
| 8      | Cercle Brugge  | 34 | 13 | 10 | 11 | 51 | 47 | 49 | +4  | Tham gia 1996-97 UEFA Cup Winners' Cup.    |
| 9      | Lommel         | 34 | 14 | 6  | 14 | 40 | 45 | 48 | -5  |                                            |
| 10     | Mechelen       | 34 | 12 | 8  | 14 | 40 | 46 | 44 | -6  |                                            |
| 11     | Harelbeke      | 34 | 13 | 4  | 17 | 40 | 48 | 43 | -8  |                                            |
| 12     | Eendracht AaB  | 34 | 11 | 9  | 14 | 51 | 58 | 42 | -7  |                                            |
| 13     | Royal Antwerp  | 34 | 11 | 9  | 14 | 38 | 46 | 42 | -8  |                                            |
| 14     | Gent           | 34 | 10 | 11 | 13 | 39 | 49 | 41 | -10 |                                            |
| 15     | Sint-Truiden   | 34 | 11 | 7  | 16 | 42 | 60 | 40 | -18 |                                            |
| 16     | Seraing        | 34 | 8  | 5  | 21 | 35 | 75 | 29 | -40 | Xuống hạng Division II.                    |
| 17     | Beveren        | 34 | 6  | 9  | 19 | 38 | 57 | 27 | -19 | Xuống hạng Division II.                    |
| 18     | Waregem        | 34 | 4  | 9  | 21 | 30 | 70 | 21 | -40 | Xuống hạng Division II.                    |

[1] Club Brugge tham dự Cúp UEFA sau khi thua vòng loại Champions League.

## Danh sách ghi bàn
| Thứ hạng | Cầu thủ            | Câu lạc bộ     | Số bàn thắng |
| -------- | ------------------ | -------------- | ------------ |
| 1        | Mario Stanić       | Club Brugge    | 20           |
| 2        | Christophe Lauwers | Cercle Brugge  | 19           |
| 3        | Gilles De Bilde    | Anderlecht     | 15           |
| 3        | Johnny Bosman      | Anderlecht     | 15           |
| 5        | Marc Wilmots       | Standard Liège | 14           |
| 5        | Michel Ngonge      | Harelbeke      | 14           |
| 5        | Patrick Goots      | Beveren        | 14           |